# Clematis fauriei
Clematis fauriei är en ranunkelväxtart som först beskrevs av H. Boissieu, och fick sitt nu gällande namn av M. Johnson. Clematis fauriei ingår i släktet klematisar, och familjen ranunkelväxter. Inga underarter finns listade i Catalogue of Life.